# 이안초등학교
이안초등학교는 대한민국 경상북도 상주시 이안면 양범리에 있는 공립 초등학교이다.

## 학교 연혁
- 1934년 11월 1일 이안공립보통학교(4년제) 개교설립인가 10월 10일
- 1938년 4월 1일 이안공립심상소학교로 개칭[1]
- 1940년 4월 1일 수업연한 6년제 연장
- 1941년 4월 1일 이안공립국민학교로 개칭[2]
- 1981년 3월 2일 병설유치원 개원
- 1992년 3월 1일 아산분교장 편입
- 1996년 3월 1일 이안초등학교로 개칭[3]
- 1999년 9월 1일 아산분교장 통폐합
- 2019년 3월 1일 제25대 김봉수 교장 부임
- 2020년 2월 7일 제83회 졸업(총 5,668명)
- 2020년 3월 1일 초등 6학급, 특수 1학급, 유치원 1학급 편성

## 참고 자료
- 이안초등학교 - 한국교육학술정보원 학교알리미